# 須田寬
須田 寬（すだ ひろし、1931年1月28日 - 2024年12月13日）は、日本の実業家。東海旅客鉄道株式会社（JR東海）参与。同社初代代表取締役社長。第7代鉄道友の会会長。名は寛と表記されることが多いが、正表記は寬（儿部の右側に点が入る）。
職責以上に鉄道営業制度に精通し、フルムーン夫婦グリーンパス、自由席、青春18きっぷ、ホームライナーの生みの親と言われる。エル特急の誕生にも関与した。

## 来歴・人物

### 生い立ち
京都市中京区で洋画家の須田国太郎の長男として生まれる。国太郎は写生旅行のため時刻表を毎月のように購入しており、読み方を教えられて幼稚園の頃から読み出した。少年時代は体が弱く、時刻表を見ながら病床で遠方への旅行を想像していたという。また、父が留学時代に集めたヨーロッパ各国の切手約1,000枚を幼稚園の頃にもらったのがきっかけで、切手収集が趣味となった。
小学生の時は冬になると気管支炎を起こして毎年3学期はほとんど通学できないほど病弱で、5年生だった1941年に太平洋戦争が始まると教練の成績が悪いことなどから劣った少国民として教師に責められ、非国民とも呼ばれた。さらに公立中学校の受験も教師に禁じられ、同志社中学校に進んだ時には強い劣等感を抱えていたという。旧制中学5年の時に肝臓を患って40度以上の高熱を出し、これが治った時に医師から励まされたのがきっかけで自分に自信を持てるようになった。京都大学に進むと学内で盛んだった学生運動に参加したが、活動内容に疑問を感じてスト破りをしたところ右翼と呼ばれて違和感を覚えたという。

### 国鉄入社
1954年に京都大学法学部を卒業して日本国有鉄道（国鉄）に入社。子供の頃に電気科学館で路面電車や地下鉄の解説を見て感激した体験や、勤労動員の際に空襲を受けても鉄道の運行システムが確保されていたことへの感心が背景にあったという。1年間の研修を経て静岡鉄道管理局に2年間配属された。経歴的には見習いだけで終えるのが慣例だったが、沼津車掌区長の指示で実際に東海道本線や御殿場線で車掌を1か月半務めており、さらに佐久間湖連絡船（飯田線災害代行）にも添乗した。一方、当時は洞爺丸事故や紫雲丸事故をきっかけに国鉄への世間の風当たりが強くなっており、さらに1964年に赤字に転落するなど厳しい状態になっていくのを強く実感していたという。1968年には中部支社・名古屋鉄道管理局に所属し、線区全体における近代化のモデル線区とされた高山本線の総合輸送改善計画についての取りまとめなどを担当した。
その後本社に戻り、1969年から旅客局で設備課長の職に就いた。翌年に日本万国博覧会（大阪万博）があり、万博関係の駅整備を担当している。1972年に営業課長になるとディスカバー・ジャパンキャンペーンを引き継ぎ、専門家が決めた内容に細かい注文を付けないという前任の馬渡一真の方針を徹底させた。営業課長時代には山陽新幹線の岡山開業や博多開業準備で料金改定を手がけた。この経験を受けて1974年に総務課長となり、国会や政府、主婦会館などへの説明を担当した。国鉄の財政難のため運賃・料金値上げは毎年続き、1976年11月には50%の値上げを行って乗客が離れ、財務基盤が崩れていくのが虚しかったという。また1973年の優先席導入の際には新たな座席モケットを発注する時間的な余裕がなく、色の違う生地を使うよう指示したため在庫のあった新幹線電車普通車用のシルバーグレーの座席モケットが使われ、これがシルバーシートの由来となった。また、1971年には、プリペイドカードであるオレンジカードの開発プロジェクトのリーダー役も担当している。
その後、名古屋鉄道管理局長・本社旅客局長・常務理事を務める。1982年に国鉄分割民営化の答申が出たが、合理化による再建を現場に呼びかけていた時期だったため、経営方針の変更でマル生運動のような混乱を懸念したという。1985年には常務理事として国鉄独自の全国1社を維持する民営化案策定に携わったものの激しい批判を受け、忸怩たる思いがあった。一方で地域別分社という現在の形態は結果的に良かったと後に評価している。また、旅客局長時代には上野駅に到着した特急列車が、夕方のラッシュ時に空席のまま東大宮操車場まで回送される編成が、途中の赤羽駅のホームを通過するときに乗客から非難されていたのをきっかけに「ホームライナー」のアイディアを着想し、提案をもとに1984年6月に「ホームライナー大宮」の運行を開始している。

### JR発足後
1987年に国鉄が分割民営化される際に、JR東海の初代代表取締役社長としてニュースで名前が挙げられたが、分割に反対していたため国鉄からの辞職を想定しており、就任要請に戸惑いを感じたという。
JR発足直後の1987年6月には、同年中日ドラゴンズの監督に星野仙一が就任し、同チームの強化策として落合博満が1対4の交換トレードで入団したことから、ナゴヤ球場への観客が大幅に増えたことを受け、同球場の近くを走る日本貨物鉄道（JR貨物）が線路を保有する名古屋港線の第二種鉄道事業免許を取得、同線に臨時駅のナゴヤ球場正門前駅を設置してのJR東海による旅客列車の運行を決定し、翌7月1日に開業している。民営化の効果で迅速な決定が可能になったことなどを喜び、開業時には初列車で同駅に行き一晩中乗客への対応に当たったという。
東海道新幹線の維持・管理費用を負担しながら減価償却費が計上できないことや、貸付期間終了後の譲渡が有償か無償か未定なため債務が確定できないことなどを理由に新幹線鉄道保有機構からの買取を求め、法整備によって1991年にJR東海の自己保有資産となった。
1992年に東海道新幹線で「のぞみ」の運行を開始した際には名古屋飛ばしが問題となって1か月間調整に忙殺されたが、対話によって地元との絆を深める収穫も得られたという。1995年にJR東海社長を退任し、会長となる。産業観光の概念を日本に紹介し、普及のため『新・産業観光論』などの著書を出版するとともに、全国産業観光推進協議会副会長、日本商工会議所観光小委員長、名古屋商工会議所文化委員長、観光立国推進戦略会議座長代理など多くの役職に就いた。その他、中部経済連合会特別顧問や日本大正村名誉顧問としても活動。2005年、名古屋市熱田区の名古屋国際会議場で開催された国際産業遺産保存委員会の国際会議の際には、同市を会場とするよう積極的に働きかけた。2020年には父の遺志を引き継ぐきょうと視覚文化振興財団の設立に携わる。
2024年12月13日、老衰により死去。93歳没。

## 年表
- 1931年1月 - 京都市で誕生
- 1954年3月 - 京都大学法学部卒業
- 1954年4月 - 日本国有鉄道（国鉄）に入社
- 1955年 - 国鉄静岡鉄道管理局営業部旅客課
- 1961年 - 国鉄本社経理局資金課課長補佐
- 1964年 - 国鉄本社営業局総務課課長補佐
- 1968年 - 国鉄中部支社・名古屋鉄道管理局総務部長[5][6]、国鉄中部支社投資管理室長[7]
- 1969年 - 国鉄本社旅客局設備課長
- 1972年 - 国鉄本社旅客局営業課長
- 1974年 - 国鉄本社旅客局総務課長
- 1979年 - 国鉄名古屋鉄道管理局長に就任
- 1981年 - 国鉄旅客局長に就任
- 1984年 - 国鉄常務理事に就任
- 1987年 - 東海旅客鉄道株式会社（JR東海）代表取締役社長に就任
- 1994年 - かわら美術館評議員に就任
- 1995年6月28日 - JR東海代表取締役社長を退任し、同社代表取締役会長に就任
- 1998年 - 日本放送協会 (NHK) 経営委員会委員長に就任（ - 2004年12月）
- 2004年6月23日 - JR東海代表取締役会長を退任し、同社相談役に就任[12]
- 2004年 - 日本観光協会中部支部の初代支部長に就任
- 2007年 - 鉄道友の会の7代目会長に就任
- 2012年4月29日 - 旭日大綬章受章[13]
- 2020年 - きょうと視覚文化振興財団理事に就任
- 2021年6月23日 - JR東海相談役を退任し、同社顧問（非常勤）に就任
- 2022年7月17日 - 鉄道友の会会長を退任
- 2024年7月 - JR東海顧問を退任し、同社参与（非常勤）に就任
- 2024年12月13日 - 老衰のため93歳で没

## 著書
- 『観光の新分野 産業観光―産業中枢「中京圏」からの提案』 交通新聞社、2001年、ISBN 4330674017
- 『産業観光読本』 交通新聞社、2005年、ISBN 4330825058
- 『実務からみた新・観光資源論』 交通新聞社、2003年、ISBN 4330766035
- 『新・産業観光論―近代化産業遺産の活用と「交流の世紀」への歩み』 すばる舎、2002年、ISBN 4883992322（安村克己、徳田耕一との共著）
- 『東海道新幹線―その足どりとリニアへの展望』 大正出版、1989年、ISBN 4811704088
- 『東海道新幹線30年』 大正出版、1994年、ISBN 4811704096
- 『東海道新幹線』 JTB（JTBキャンブックス）、2000年、ISBN 4533035639
- 『東海道新幹線II』 JTB（JTBキャンブックス）、2003年、ISBN 4533050573/改訂新版、2010年、ISBN 4533078966
- 『須田寬の鉄道ばなし　鉄道営業近代化への挑戦』 JTBパブリッシング、2012年、ISBN 978-4533086182
- 『私の鉄道人生“半世紀"』イースト新書Q、2019年、ISBN 978-4-7816-8056-9

## 特記事項
- 『鉄道ジャーナル』誌の読者投稿欄「タブレット」において、読者からの意見に対して国鉄本社旅客局やJR東海からの回答があるケースがあったが、これらの回答はほとんど須田によるものであったという[14]。また、1970年代より同誌にしばしば寄稿を行っていた。
- 『鉄道ジャーナル』誌の編集長である竹島紀元が「社会派」の記事を書ける者を探していた時、当時毎日新聞記者だった種村直樹を紹介したのも須田であった[15]。
- 国鉄本社旅客局総務課長時代にはNETテレビ（現在のテレビ朝日）で放送されていた『国鉄みどりの窓口』に解説者として出演したこともある。
- 社長時代には名車といわれた鉄道車両を積極的に保存したり、鉄道博物館の構想（佐久間レールパークを経て、のちのリニア・鉄道館）を発表するなど、JRの会長・社長歴任者では石井幸孝（車両分野）、山之内秀一郎（運転業務分野）らとともに鉄道ファンとしても知られる。
- 皇學館大学特別招聘教授を務める。